# 施秀菊
達魯札倫·日夢日縵（排灣語：Drenedreman Tjaruzaljum，1956年—），排灣族人（台灣屏東縣三地門鄉），蜻蜓雅築珠藝工作室創始者。現任蜻蜓雅築珠藝工作室負責人。曾榮獲第三屆國內海外婦女創業楷模殊榮。排灣族古珠的來源與製法早已失傳，施老師以現代的技法重現部落的古珠藝術。除此之外，她不受限於原住民傳統圖騰，融入女性的靈思情感，結合對部落的回饋，創作出新式的琉璃珠作品。

## 工作大記事
- 獲邀省立美術館「原住民傳統工藝展」
- 獲邀美國紐約「歡樂台灣週」民俗展
- 獲邀台灣省手工藝研究所「工藝之夢展」
- 獲邀總統府藝廊「屏東地方工藝展」
- 獲邀行政院原住民族文化園區管理局「原住民民俗文化藝術系列工藝展及技藝教學」
- 三立電視台「在台灣的故事」專訪報導
- 2003年獲日本NHK專訪報導
- 獲屏東縣八位原住民藝術工作者「會說故事的手」ㄧ書，專訪
- 承擔屏東縣原住民地區，擴大就業方案，琉璃珠手工藝技藝教學
- 承擔多元就業開發方案，原住民傳統工藝技藝教學
- 2004年九月，代表台灣參加泰國清邁舉辦之一村一國特產國際高峰會與展覽
- 2004年度榮獲衛生署國民健康局評定為無菸餐廳殊榮
- 2004年十一月代表台灣參加日本主辦之國際火熔細工交流暨展覽
- 2004年11月獲選經濟部工業局主辦創意生活事業評選優良案例殊榮
- 2011年亞太經濟合作會議婦女經濟高峰論壇（WES）榮獲女性創新企業代表

## 海角七號琉璃珠設計者
在2008年因為電影「海角七號」的大賣，帶動電影中的商品都跟著爆紅，當然也包括劇中女主角送給樂團成員的「琉璃珠」，而劇中演員所戴的琉璃珠，就是由施秀菊 老師所設計出來的商品，在這股電影熱潮下，使「蜻蜓雅築珠藝工作室」訂單突然暴增好幾倍，「蜻蜓雅築珠藝工作室」的員工也都非常驚訝，原來電影可以帶來這麼大的影響力，也很高興終於可以將這些珠子的美麗與智慧介紹給更多人知道。
|  |  |